# 勿来町四沢
勿来町四沢（なこそまち しさわ）は、福島県いわき市にある大字である。郵便番号は979-0145。

## 地理
いわき市南部の勿来地区に属する。北で錦町、南東で勿来町関田、西で勿来町窪田とそれぞれ隣接する。概ね市町村制以前の菊多郡四沢村の流れを汲む地域である。主に二級水系蛭田川下流右岸域を区域とする。旧国道289号に沿う南部の高台に住宅地が広がり、その北側の丘陵は潮見台として宅地造成されている。北東部の平地は水田が広がるほか、国道6号現道、旧道に沿い四沢団地や店舗などが立地する。植田町内に所在するいわき南警察署及び錦町に所在する勿来消防署がそれぞれ管轄にあたる。

### 主な字
字
複数の字を持つが、地名の表記に「字」の文字は使用されない。
- 江代田
- 大野
- 渋沼
- 鍵田
- 渋町

- 伊勢林前
- 清水
- 江ノ上
- 古身
- 古身入

- 向
- 前ノ内
- 長塚
- 天ケ作
- 作田

- 高島
- 潮見台

### 河川
- 蛭田川
  - 障子川

## 歴史
- 1879年1月27日 - 棚倉藩領四沢村が福島県内における郡区町村制の施行により菊多郡の村となる[4]。
- 1889年4月1日 - 町村制の施行により四沢村が窪田村、白米村、九面村、酒井村、大高村、関田村と合併し、菊多郡窪田村が新たに発足する。り、旧四沢村域は窪田村の大字となる[4]。
- 1896年4月1日 - 菊多郡と周辺郡との合併により石城郡が発足し、石城郡窪田村となる[4]。
- 1925年5月1日 - 窪田村が町制施行し、勿来町となる[4]。
- 1955年4月29日 - 勿来町が山田村、植田町、川部村、錦町と合併、勿来市が新たに発足し、勿来市の大字となる[4]。
- 1966年10月1日 - 勿来市が平市・常磐市・内郷市・磐城市、石城郡小川町・遠野町・四倉町・川前村・田人村・好間村・三和村、双葉郡久之浜町・大久村と合併しいわき市となり、いわき市勿来地区の大字となる[4]。

## 世帯数と人口
2023年10月31日現在の世帯数と人口は以下の通りである。
| 大字       | 世帯数  | 人口   |
| ---------- | ------- | ------ |
| 勿来町四沢 | 603世帯 | 1407人 |

## 小・中学校の学区
市立小・中学校に通う場合、学区は以下の通りとなる。
| 番地 | 小学校                   | 中学校                   |
| ---- | ------------------------ | ------------------------ |
| 全域 | いわき市立勿来第二小学校 | いわき市立勿来第二中学校 |

## 交通

### 鉄道
- JR常磐線

### 道路
- 国道6号
  - 勿来バイパス（事業中）
  - 常磐バイパス
- 福島県道56号常磐勿来線
- いわき市道窪田関田線（旧国道289号）

## 施設
- クレハ総合グラウンド
- 御伊勢山ゴルフガーデン